# 신시내티의 도박사
《신시내티의 도박사》(영어: The Cincinnati Kid)는 1965년 개봉한 미국의 드라마 영화이다. 노먼 주이슨이 감독을 맡았으며, 리처드 제섭의 동명 소설이 영화의 원작이다.